# 浩劫殺陣：晴空染血
《潜行者：晴空》（中国大陆又译作）是一款科幻題材結合第一人稱射擊以及角色扮演的遊戲，是《潜行者：切尔诺贝利的阴影》的首部獨立資料片，而故事是原作的之前。此遊戲由X-Ray 1.5引擎開發，是X-Ray升級版，首次在潜行者系列支持DirectX 10，在升級引擎至開發遊戲歷時只是大約一年，更在更新v1.5.06版本更新加入DirectX 10.1特色，能在支持DirectX 10.1顯示卡上發揮遊戲最好運作效能。此遊戲是由烏克蘭遊戲開發商GSC Game World負責製作開發，推出平台只有電腦版，在今作品遊戲改由Deep Silver公司發行。發行時間為2008年。

## 游戏特色
《浩劫殺陣：車諾比之影》是一款被定位为第一人称射击加上角色扮演，而不是一般人认为的普通FPS游戏，今次《潜行者：晴空》不但繼成原作所有游戏特色內容之外，還多很多創新內容。潜行者系列本身不但特出在第一人称动作射击加上角色扮演，還有高度自由特色、开放式大地图、阵营的友好或敌对、大量不同的NPC交互或者交易、支綫以及主綫进程的特色。在《潜行者：晴空》资料片當然不但有新增人物、枪械、神器、变异怪物以及特变點之外，還當中提及了很多創新的游戏數个特色內容，例如加入改裝以及修理槍械、改裝護甲、新增神器侦察器、幫助阵营中的小隊作戰、回避辐射风暴、戰鬥中的進行音樂、以及所新增的新组织“晴空”等等，都是《潜行者：晴空》中可以體驗到。

## 故事情节
這个故事讲述发生在原作前的2011年，主角是一名处于相互敌对的獨行者组织的战争之间的佣兵，在导致特变區的诞生和逐渐达到原作起始点的事件中扮演着关键角色。在一次主角（刀疤脸）帶領幾个科学家越个沼澤區的途中，遭遇一场辐射风暴，在一般正常人必死无疑的情况下，他却很幸運活了下来，最後他被一个神秘组织，叫“晴空”的组织救起。
晴空組織希望知道特變區的輻射風暴爆發的原因，所以他們就委托主角去為此事進行調查。

## 續作故事地圖變化
在《潜行者：晴空》的故事地圖，還保留一些原作故事的地圖，例如封鎖线、废弃區、黑暗山谷、农业研究所、X-18實驗室、杨塔、军方仓库以及切尔诺贝利核电站外部等地圖，不過由於故事行程的原因，減删了酒吧、火車站、大荒野、X-12以及X-16實驗室、普里皮亚季以及切尔诺贝利核电站所有內部地圖等地圖，卻增加了沼泽、红森林、里曼斯克、廢棄的医院等地圖。